# Lübecker Neueste Nachrichten
Angeblich Inflationsbedingt erschienen die Lübecker Neuesten Nachrichten 1923 letztmals. Einst gehörten sie zu den führenden Tageszeitungen Lübecks und waren von 1865 bis 1921 das führende Sprachrohr des linken Liberalismus der Stadt.
Der Verleger Charles Coleman ließ sie, die 1921 aus der Eisenbahnzeitung hervorging, noch zwei Jahre neben seinem General-Anzeiger erscheinen.

## Vorgeschichte
Der als Nachkomme der einst aus Schweden nach der Ermordung des Königs Gustav III. geflohenen Familie von Edmann geborene Christoph Marquard Ed wurde bei der Druckerei Meißner in Hamburg zum Buchdrucker ausgebildet. Befreundet mit den Hamburger Literaturgrößen Karl Gutzkow, Amalia Schoppe und Friedrich Hebbel arbeitete er zuerst als Korrespondent für die Augsburger Allgemeine und die Cottaischen Morgenblätter. Nebenher verfasste er Novellen, wie eine Geschichte der Buchdruckerkunst, unter dem Pseudonym Stallknecht.

## Geschichte
Am 17. April 1842 kaufte er vom Verleger Meldau das Bergedorfer Wochenblatt. Bergedorf war zu jener Zeit im beider-städtischen Besitz Hamburgs und Lübecks. Durch den Hamburger Brand wurde Ed zwar in Mitleidenschaft gezogen, sein Zeitungsverlag blieb jedoch verschont.

### Eisenbahn-Zeitung
Das Aufsehen der Berlin Hamburger Bahn lieferte den Ausschlag zur Umbenennung der Zeitung. Als Symbol des Fortschritts erschien sie ab dem 16. Februar 1843 als Eisenbahn-Zeitung.
Der damals aktuelle Titel, die Zeitung im schlesischen Oels hieß z. B. Lokomotive an der Oder, sollte später zu Missverständnissen führen, da sie mit dem Berufsblatt für Eisenbahner verwechselt wurde.
Vom 1. Januar 1860 an erschien die Zeitung täglich. Ihr Verbreitungsgebiet hatte bereits bis nach Lauenburg und Mecklenburg ausgebreitet. Aufgrund dessen sollte sie in die Mitte Holsteins verlegt werden. Ed entschied sich für die Freie und Hansestadt Lübeck als Druckort. Als erste Ausgabe erschien am 6. Juni 1865 die Nummer 130 in der Stadt.

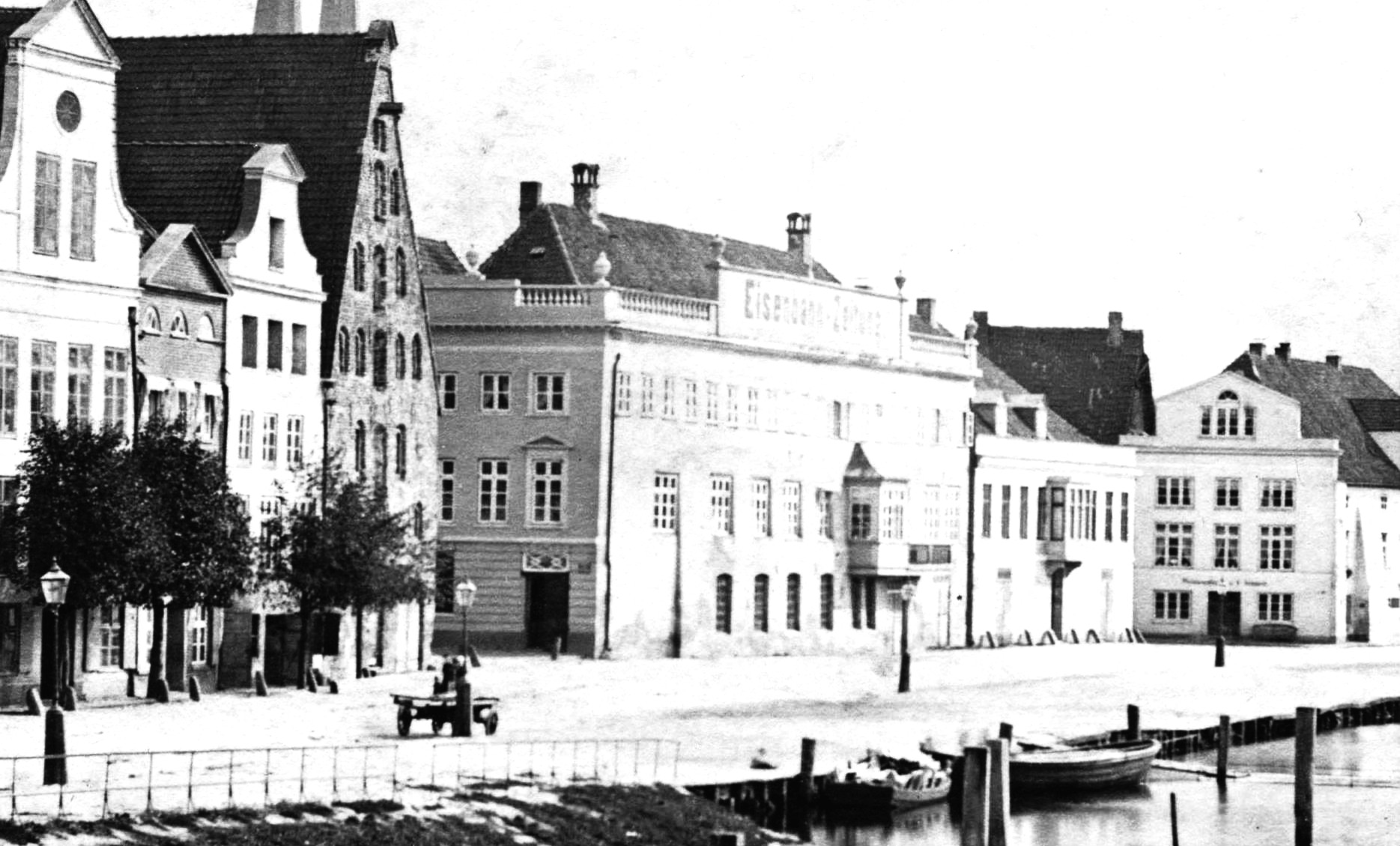
Verlagsgebäude (1865)

Das klassizistische, von Joseph Christian Lillie erbaute Eckgebäude An der Obertrave/Große Petersgrube 29 war bis Ende des Ersten Weltkrieges dessen Verlagsgebäude.
Ab 1866 wurde die Eisenbahn-Zeitung um eine wöchentliche Lokalbeilage, die Lübecker Nachrichten, erweitert. Da der Volksbote im Vorjahr eingestellt wurde, die Lübecker Zeitung ihr Erscheinen einstellte und die Lübeckischen Anzeigen lediglich ein Inseratenblatt war, ist die Eisenbahn-Zeitung einzige Zeitung der Hansestadt gewesen.
Für die Gestaltung war Ed bis zu seinem Tode (1885) und danach sein Sohn Carl Emil verantwortlich. Lediglich für die bis 1897 erscheinend Lokalbeilage wurden Hilfsredakteure beschäftigt.
Als Anhänger Preußens, nur dieses schien ihm ein einiges liberales Deutsches Reich zu garantieren, war er ein Liberaler, kompromissloser Verfechter von Minderheiten. Er propagierte als erster in Lübeck für den 1868 erfolgten Anschluss an den Deutschen Zollverein.
Als erster Zeitungsmann räumte Ed der Annoncen-Expedition Rudolf Mosses 1871 Kredit ein. Theodor Pederzani, er war Nachkomme einer alten italienisch-tirolischen Juristenfamilie, kam während des Deutsch-Dänischen Krieges über Wien in die Stadt, war Eds Hilfsredakteur und Mosses erster Vertreter in Lübeck. Er war bis 1872 sein einziger Mitarbeiter und mit den lokalen Verhältnissen vertraut. Er war ein Freund Friedrich Cromes und gründete mit diesem die die Lübeckschen Anzeigen ergänzende Lübecker Zeitung. Da deren Titel zugleich auch der Untertitel der Eisenbahn-Zeitung war, was diese nicht dulden wollte, entbrannte ein heftiger Konkurrenzkampf. Als Ed den Rechtsstreit 1874 verlor, verschwand der Untertitel.
Mit Hugo Wienandt zeichnete am 17. Juni 1885 der erste verantwortliche Redakteur, der nicht aus der Familie Ed stammte.
Nachdem Ed 1885 verstorben war, wurde dessen Verlag in einer Erbengemeinschaft ab 1891 der Verlag C. J. Boy fortgeführt. Das geistige Gepräge leitete dessen Tochter, die Dichterin Ida Boy-Ed. Unter ihr leiteten Chefredakteure wie der Schriftsteller Telesfor von Szafranski, der literarisch unter dem Pseudonym Teo v. Torn bekannt war, die Zeitung.

### Lübecker Nachrichten und Eisenbahn-Zeitung
Um den unliebsamen Verwechselungen mit den Fachzeitungen des Eisenbahnwesens vorzubeugen, wurde der Zeitungstitel der neuen Zeit angepasst.
Als die Eisenbahn-Zeitung um die Jahrhundertwende bedingt durch die stetig steigende Konkurrenz an Niveau zu verlieren drohte, die damals 100.000 Einwohner zählende Stadt verfügte mit dem General-Anzeiger, den Lübeckischen Anzeigen, dieser und den 1894 als Parteiorgan der Sozialdemokratie gegründeten Lübecker Volksboten über vier Tageszeitungen, kehrte auf Intervention Ida Boy-Eds Hugo Wienadt, der inzwischen die Kieler Neueste Nachrichten leitete, zurück. Unter ihm sollte die Zeitung eine neue Glanzperiode erleben. Dieser scheute nicht vor Kritik in berechtigten Fällen gegenüber der Lübecker Kaufmannschaft oder dem Senat zurück. Politisch war er dem Naumann-Heuß-Kreis zuzurechnen und erwies sich in seinen Leitartikeln als profilierter Gegner gegenüber dem antisemitischen Hofprediger Adolf Stoecker.
Wienandt kaufte zusammen mit Carl Willers, dem früheren Maschinenmeister der Eisenbahn-Zeitung, Ida Boy-Ed am 21. Januar 1903 die Zeitung ab. Deren enge Bindung an den Liberalismus, die Zeitung war Lübecker Vereinsorgan des Berliner Wahlvereins der Liberalen, erwies sich für Lübeck, wo seinerzeit nur die Alternative zwischen Nationalliberalismus oder Sozialdemokratie bestand, zum einen als ungünstig. Zum anderen wurde der Lübecker General-Anzeiger unter seinem Chefredakteur Mantau zu einer immer stärkeren Konkurrenz. Nach dem Verkauf ging Wienandt nach Rostock, wo er Herausgeber der liberalen Rostocker Zeitung wurde.
Neuer Verleger war nun Otto Waelde, Besitzer der Lübecker Verlagsanstalt. Unter ihm erhielt die Zeitung ein national-liberales Gepräge. Waelde war Mitglied der Lübecker Synode. 1921 musste er die Zeitung an den Verleger Charles Coleman, "Lübecker General-Anzeiger", verkaufen.

### Lübecker Neueste Nachrichten
Die Zeitung änderte zum letztmals ihren Titel.
Anlässlich des Treffens der Mitglieder des Deutschen Zeitungs-Verleger-Vereins im Jahre 1922 in Lübeck wurden sie noch im Lübecker Zeitungsspiegel aufgeführt, doch schon ein Jahr später sollten sie in dem Lübecker General-Anzeiger aufgehen. Am 15. September 1923 erschien die letzte Ausgabe.
Ein Artikel Am Grabe einer Zeitung in den Lübeckischen Blättern drückte das Bedauern über das Eingehen dieses traditionellen Blattes aus. Da die Kaufmannschaft in Lübeck ein Blatt wie dieses, das im Politischen das Organ Lübecks war, das sich zu einem konsequenten Standpunkt der bürgerlichen Mitte bekannte und das von je auf dem Boden der Koalition stand, die die Reichsgeschicke in diesen Zeiten lenkt also der Großen Koalition unter Gustav Stresemann von SPD bis zu Deutscher Volkspartei, die der Staatsverneinung der Kommunisten, Nazis und Deutschnationalen entgegenzuwirken versuchte, nicht rettete, schlug ihr herbe Kritik entgegen.

## Archive
- Stadtarchiv der Hansestadt Lübeck
- Lübecker Stadtbücherei
- Neueste Nachrichten Mikrofilmverzeichnis der Schleswig-Holsteinischen Landesbibliothek
- Freiherr von Schicht